# Gordan Petrić
Gordan Petrić (in serbo Гордан Петрић?; Belgrado, 30 luglio 1969) è un allenatore di calcio ed ex calciatore serbo, di ruolo difensore.

## Palmarès

### Giocatore

#### Competizioni nazionali
- Campionato jugoslavo: 1

Partizan: 1992-1993
- Coppa di Jugoslavia: 1

Partizan: 1991-1992
- Campionato scozzese: 2

Rangers: 1995-1996, 1996-1997
- Coppa di Scozia: 1

Rangers: 1995-1996
- Coppa di Lega scozzese: 1

Rangers: 1996-1997

### Nazionale
- Campionato mondiale Under-20: 1

Jugoslavia: Cile 1987